# Palesisa deserticola
Palesisa deserticola är en tvåvingeart som först beskrevs av Boris Borisovitsch Rohdendorf 1931.  Palesisa deserticola ingår i släktet Palesisa och familjen parasitflugor. Inga underarter finns listade i Catalogue of Life.